# Xenastrapotherium christi
Xenastrapotherium christi — викопний вид південноамериканських копитних ссавців родини Астрапотерієві (Astrapotheriidae). Рід існував у міоцені (19-12 млн років тому) в Південній Америці. Вид був описаний у 1929 році як Astrapotherium christi, але пізніше віднесений до окремого роду. Голотип знайдений у Венесуелі поблизу міста Сараса в штаті Гуаріко. Голотип складається з повної нижньої щелепи.